# برايان الكسندر
برايان الكسندر (بالإنجليزية: Brian Alexander)‏ هو لاعب كرة الماء أمريكي، ولد في 3 مايو 1983 في سانتا آنا في الولايات المتحدة.